# Port lotniczy Yellowknife
Port lotniczy Yellowknife (IATA: YZF, ICAO: CYZF) – port lotniczy położony w Yellowknife, w prowincji Terytoria Północno-Zachodnie, w Kanadzie.

## Linie lotnicze i połączenia
- Air Canada Jazz (Calgary, Edmonton, Vancouver [sezonowo])
- Air Tindi (Fort Simpson, Lutsel K'e, Rae Lakes, Snare Lake, Wha Ti)
- Arctic Sunwest Charters (Lutsel K'e, Czartery)
- Canadian North (Cambridge Bay, Edmonton, Gjoa Haven, Inuvik, Kugaaruk, Kugluktuk, Norman Wells, Ottawa, Rankin Inlet, Taloyoak)
- First Air (Cambridge Bay, Edmonton, Fort Simpson, Gjoa Haven, Hay River, Inuvik, Iqaluit, Kugaaruk, Rankin Inlet, Taloyoak, Ulukhaktok)
- Northwestern Air (Fort Smith)
- North-Wright Airways (Déline)
- WestJet (Edmonton)